# Марк Тойтерт
Марк Тойтерт (на нидерландски: Mark Tuitert) е нидерландски състезател по бързо пързаляне с кънки, олимпийски шампион от Ванкувър 2010.
Участва в състезания от 1998 г. На Олимпиадата в Торино (2006) и на Олимпиадата във Ванкувър (2010) печели бронзови медал в отборното преследване. Има 2 индивидуални сребърни медала от световни първенства (2004, 2005) и един златен в отборното преследване (2005).